# Madžida Bećirbegović
Madžida Bećirbegović (?) je bošnjački i bosanskohercegovački arhitekta i orijentalista.

## Biografija
Prema vlastitom svjedočenju, roditelji Madžide Bećirbegović su porijeklom iz Rogatice u Istočnoj Bosni. Po završenom studiju, Bećirbegović je 1961. godine počela da radi na Arhitektonskom fakultetu u Sarajevu. Ovdje je prešla cijeli naučni put od asistenta, preko docenta, vanrednog te redovnog profesora, prije penzionisanja. Predavala je na predmetu istorija arhitekture i to stari i srednji vijek.
Poznata je kao autor monografije „Džamije sa drvenom munarom u Bosni i Hercegovini“, objavljenoj 1990. godine u sarajevskoj izdavačkoj kući „Veselin Masleša“, te drugim radovima iz oblasti islamske arhitekture. (v. bibliografiju)
Privatno je udovica, sa dvoje djece i troje unučadi.

## Izabrana bibliografija
- „Prosvjetni objekti islamske arhitekture u Bosni i Hercegovini”. Prilozi za orijentalnu filologiju. Sarajevo: Orijentalni institut (20—21): 223—364. 1974. ISSN 0555-1153.  104008455  1126062052  4965670  16399874
- Džamije sa drvenom munarom u Bosni i Hercegovini. Sarajevo: Veselin Masleša. 1990. Архивирано из оригинала 17. 07. 2021. г. Приступљено 16. 03. 2020.  1640710  1640710  1640710
- „Urbanizacija i prosvjetni objekti u bosanskom ejaletu”. Prilozi za orijentalnu filologiju. Sarajevo: Orijentalni institut (41): 359—367. 1991.  104008455  1126062052  16399874

## Literatura
- Bećirbegović, Madžida (1990). Džamije sa drvenom munarom u Bosni i Hercegovini. Sarajevo: Veselin Masleša. ISBN 86-21-00452-6. Архивирано из оригинала 17. 07. 2021. г. Приступљено 16. 03. 2020.  1640710  1640710  1640710
- Kico, Mehmed (2011). „Vodič kroz imena orijentalista”. Novi Muallim. Sarajevo: Udruženje Ilmijje Islamske zajednice u BiH. 12 (45): 87—96. ISSN 1512-6560.  8843014
- „Listovi gračaničkog kalendara od 10. 5. do 16. 9. 1998. g.”. Gračanički glasnik - Časopis za kulturnu historiju. Gračanica: Monos (6): 110—124. 1998. ISSN 1512-5556.  7277830  16974342  7277830
- Univerzitet u Sarajevu : 1949-1989 / [urednički odbor Džemal Čelić... [et al.]. Sarajevo: Univerzitet, (Sarajevo : Oslobođenje). 1990.  8814594  8814594